# A Relic of Old Japan
A Relic of Old Japan est un film muet américain réalisé par Thomas H. Ince et Reginald Barker, sorti en 1914.

## Synopsis
Koto, un jeune japonais part étudier aux États-Unis contre les appréhensions de ses proches. Là-bas, il va connaitre des aventures...

## Fiche technique
- Titre : A Relic of Old Japan
- Réalisation : Thomas H. Ince, Reginald Barker
- Scénario : J. G. Hawks
- Pays de production :  États-Unis
- Langue : Anglais
- Durée : 20 minutes
- Date de sortie : 
  - États-Unis : 11 juin 1914

## Distribution
- Tsuru Aoki : Katuma
- Sessue Hayakawa : Koto
- Gladys Brockwell : Annette Walsh
- Frank Borzage : Jim Wendell
- Mr Yoshida : Baron Yoshoto
- Henry Kotani